# Pseudamplinus ater
Pseudamplinus ater är en mångfotingart som först beskrevs av Peters 1864.  Pseudamplinus ater ingår i släktet Pseudamplinus och familjen Aphelidesmidae. Inga underarter finns listade i Catalogue of Life.